# Donald Buchanan Blue
Pour les articles homonymes, voir Buchanan et Blue.
Cet article possède un paronyme, voir Donald Buchanan.
Donald Buchanan Blue (6 mai 1901-4 décembre 1974) est un homme politique canadien de l'Ontario. Il est député fédéral libéral de la circonscription ontarienne de Bruce de 1949 à 1953.

## Biographie
Né à Huron Township (en) en Ontario, Blue est élu en 1949. Il est défait en 1953 et à nouveau en 1957.